# ملك بايكال
ملك بايكال (بالتركية: Melek Baykal)‏ ممثلة تركية (ولدت في إسطنبول عام 1954) عملت في مسرح أنقرة في مسرحيات كولمبوس الصغير والملك لير وشكسبير وسقراط، وشاركت في أعمال تلفزيونية وسينمائية 

## روابط خارجية
- ملك بايكال على موقع IMDb (الإنجليزية)
- ملك بايكال على موقع قاعدة بيانات الفيلم (الإنجليزية)
- ملك بايكال على موقع كينوبويسك (الروسية)